# Colargos
Colargos (en griego: Χολαργός) es un antiguo municipio de Grecia en la periferia de Ática (unidad periférica de Atenas Septentrional). Según los datos del censo de 2001, tiene una población de 32.166.
Allí nació Pericles.
Se suprimio debido a la reforma administrativa, llamada Plan Calícrates, en vigor desde enero de 2011  y se incluyó en la ciudad de Papagou-Cholargos. 